# 豊橋中継局

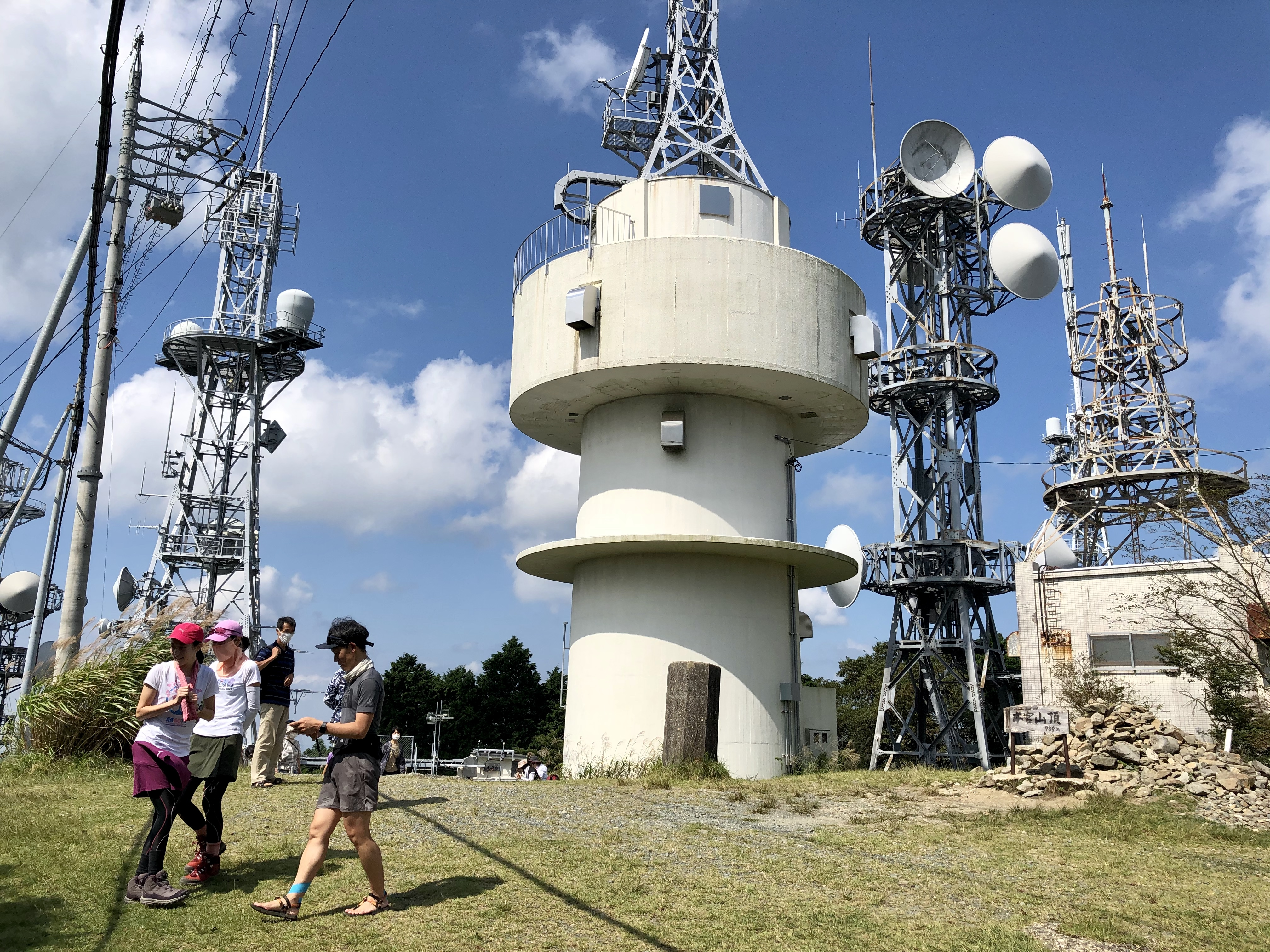
豊橋中継局

豊橋中継局（とよはしちゅうけいきょく）は、愛知県岡崎市（本宮山山頂）および豊橋市に置かれている、地上デジタルテレビ放送とFM・AMラジオ放送の中継局である。
かつてはアナログテレビ放送の中継局も設置されていたが、アナログ放送の終了とともに廃止された。
本項では、「ギャップフィラー方式」で開局した受信障害対策中継局およびマルチメディア放送の送信施設についても併せて記述する。

## 中継局概要

### デジタルテレビ放送
| リモコン キーID | 放送局名                                 | 物理 チャンネル | 空中線 電力 | ERP  | 放送対象 地域 | 放送区域 内世帯数 | 偏波面   | 放送開始日    |
| --------------- | ---------------------------------------- | --------------- | ----------- | ---- | ------------- | ----------------- | -------- | ------------- |
| 1               | 東海テレビ放送 （THK）                   | 15              | 10W         | 96W  | 中京広域圏    | 約198,850世帯     | 水平偏波 | 2005年3月31日 |
| 2               | NHK名古屋 教育                           | 24              | 10W         | 125W | 全国          | 約197,201世帯     | 水平偏波 | 2005年3月31日 |
| 3               | NHK名古屋 総合                           | 29              | 10W         | 125W | 愛知県        | 約197,201世帯     | 水平偏波 | 2005年3月31日 |
| 4               | 中京テレビ放送 （CTV、愛称・CHUKYO TV）  | 17              | 10W         | 96W  | 中京広域圏    | 約198,850世帯     | 水平偏波 | 2005年3月31日 |
| 5               | CBCテレビ                                | 16              | 10W         | 96W  | 中京広域圏    | 約198,850世帯     | 水平偏波 | 2005年3月31日 |
| 6               | 名古屋テレビ放送 （NBN、愛称・メ〜テレ） | 14              | 10W         | 96W  | 中京広域圏    | 約198,850世帯     | 水平偏波 | 2005年3月31日 |
| 10              | テレビ愛知 （TVA）                       | 26              | 10W         | 135W | 愛知県        | 約198,850世帯     | 水平偏波 | 2005年3月31日 |

### デジタルテレビ放送（受信障害対策中継放送局）
免許人：国立大学法人豊橋技術科学大学
| リモコン キーID | 放送局名                                 | 物理 チャンネル | 空中線 電力 | ERP  | 放送対象 地域 | 放送区域 内世帯数 | 偏波面 |
| --------------- | ---------------------------------------- | --------------- | ----------- | ---- | ------------- | ----------------- | ------ |
| 1               | 東海テレビ放送 （THK）                   | 15              | 10mW        | 27mW | 中京広域圏    | 約-世帯           | -      |
| 2               | NHK名古屋 教育                           | 24              | 10mW        | 27mW | 全国          | 約-世帯           | -      |
| 3               | NHK名古屋 総合                           | 29              | 10mW        | 27mW | 愛知県        | 約-世帯           | -      |
| 4               | 中京テレビ放送 （CTV、愛称・CHUKYO TV）  | 17              | 10mW        | 27mW | 中京広域圏    | 約-世帯           | -      |
| 5               | CBCテレビ                                | 16              | 10mW        | 27mW | 中京広域圏    | 約-世帯           | -      |
| 6               | 名古屋テレビ放送 （NBN、愛称・メ〜テレ） | 14              | 10mW        | 27mW | 中京広域圏    | 約-世帯           | -      |
| 10              | テレビ愛知 （TVA）                       | 26              | 10mW        | 27mW | 愛知県        | 約-世帯           | -      |

### FMラジオ放送
| 周波数 （MHz） | 放送局名                          | コールサイン | 空中線 電力 | ERP  | 放送対象 地域 | 放送区域 内世帯数 | 偏波面   |
| -------------- | --------------------------------- | ------------ | ----------- | ---- | ------------- | ----------------- | -------- |
| 77.1           | ZIP-FM                            | なし         | 50W         | 105W | 愛知県        | 不明              | 水平偏波 |
| 81.3           | エフエム愛知 （FM AICHI）         | なし         | 50W         | 105W | 愛知県        | 不明              | 水平偏波 |
| 84.3           | エフエム豊橋 （愛称・やしの実FM） | JOZZ6AA-FM   | 20W         | 28W  | 豊橋市        | 約270,000世帯     | 不明     |
| 85.3           | NHK名古屋 FM                      | なし         | 50W         | 105W | 愛知県        | 不明              | 水平偏波 |
| 91.0           | 東海ラジオ放送 （SF）             | なし         | 50W         | 150W | 中京広域圏    | 約348,000世帯     | 不明     |
| 91.8           | CBCラジオ                         | なし         | 50W         | 150W | 中京広域圏    | 約348,000世帯     | 不明     |

- CBCラジオと東海ラジオ放送は、FM補完中継局として2024年3月25日に開局した[1][2][3]。

### AMラジオ放送
| 周波数 （kHz） | 放送局名              | コールサイン | 空中線 電力 | 放送対象 地域 | 放送区域 内世帯数 |
| -------------- | --------------------- | ------------ | ----------- | ------------- | ----------------- |
| 864            | 東海ラジオ放送 （SF） | なし         | 100W        | 中京広域圏    | 約-世帯           |
| 1161           | NHK名古屋 第1         | なし         | 100W        | 中京広域圏    | 約300,000世帯     |
| 1359           | NHK名古屋 第2         | なし         | 100W        | 全国          | 約300,000世帯     |
| 1485           | CBCラジオ             | なし         | 100W        | 中京広域圏    | 約-世帯           |

- 周波数の背景色が■である東海ラジオ放送については、AM局のFM移行に関連する停波実験の対象として指定され、2024年8月から運用を休止している（〜2026年9月30日〈予定〉）[8][9]。前述のFM補完中継局設置は、名古屋市から遠い東三河地域における停波後の安定的な聴取を担保するためのものでもある。

## 廃止された局の概要

### アナログテレビ放送
| 送信 チャンネル | 放送局名                                 | 空中線 電力       | ERP                  | 放送対象 地域 | 放送区域 内世帯数 | 偏波面   | 放送開始日     | 放送終了日     |
| --------------- | ---------------------------------------- | ----------------- | -------------------- | ------------- | ----------------- | -------- | -------------- | -------------- |
| 50              | NHK名古屋 教育                           | 映像100W/ 音声25W | 映像1.25kW/ 音声310W | 全国          | 約197,201世帯     | 水平偏波 | 1969年 4月14日 | 2011年 7月24日 |
| 52              | テレビ愛知 （TVA）                       | 映像100W/ 音声25W | 映像1.35kW/ 音声340W | 愛知県        | 約198,850世帯     | 水平偏波 | 1983年 9月1日  | 2011年 7月24日 |
| 54              | NHK名古屋 総合                           | 映像100W/ 音声25W | 映像1.25kW/ 音声310W | 愛知県        | 約197,201世帯     | 水平偏波 | 1964年 4月14日 | 2011年 7月24日 |
| 56              | 東海テレビ放送 （THK）                   | 映像100W/ 音声25W | 映像960W/ 音声240W   | 中京広域圏    | 約198,850世帯     | 水平偏波 | 1964年 4月14日 | 2011年 7月24日 |
| 58              | 中京テレビ放送 （CTV、愛称・CHUKYO TV）  | 映像100W/ 音声25W | 映像960W/ 音声240W   | 中京広域圏    | 約198,850世帯     | 水平偏波 | 1969年 4月1日  | 2011年 7月24日 |
| 60              | 名古屋テレビ放送 （NBN、愛称・メ～テレ） | 映像100W/ 音声25W | 映像960W/ 音声240W   | 中京広域圏    | 約198,850世帯     | 水平偏波 | 1969年 4月14日 | 2011年 7月24日 |
| 62              | 中部日本放送 （CBCテレビ）               | 映像100W/ 音声25W | 映像960W/ 音声240W   | 中京広域圏    | 約198,850世帯     | 水平偏波 | 1969年 4月14日 | 2011年 7月24日 |

### FMラジオ放送
| 周波数 （MHz） | 放送局名                       | コールサイン | 空中線 電力 | ERP | 放送対象 地域       | 放送区域 内世帯数 | 偏波面   | 放送開始日               | 放送終了日     |
| -------------- | ------------------------------ | ------------ | ----------- | --- | ------------------- | ----------------- | -------- | ------------------------ | -------------- |
| 83.0           | 愛知国際放送 （愛称・RADIO-i） | なし         | 50W         | 83W | 外国語放送 実施地域 | 137,215世帯       | 垂直偏波 | 2000年 4月1日 （9月1日） | 2010年 9月30日 |

### マルチメディア放送
| 周波数 （MHz） | 放送局名     | 空中線 電力 | ERP   | 放送区域                    | 放送区域 内世帯数 |
| -------------- | ------------ | ----------- | ----- | --------------------------- | ----------------- |
| 214.714286     | Jモバ豊橋MMH | 750W        | 3.9kW | 愛知県と静岡県の 各一部地域 | 約2,717,000世帯   |
| 214.714286     | Jモバ豊橋DTV | 750W        | 3.9kW | 愛知県と静岡県の 各一部地域 | 約2,717,000世帯   |

## 所在地

### テレビ・FMラジオ・マルチメディア放送
- FM豊橋：豊橋市藤沢町141 「豊橋ホリデイタワー」
- RADIO-i：豊橋市牛川町乗小路32-2-25 「豊橋市立東陵中学校」南方の山（廃止）
- 上記以外：岡崎市石原町字闇刈69-8 「本宮山」山頂[11]

### デジタルテレビ放送（受信障害対策中継放送局）
- 豊橋市天伯町雲雀ヶ丘1-1 「豊橋技術科学大学」

### AMラジオ放送
- NHK：豊橋市花田町字越水47 「豊橋市新栄地区体育館」南東
- SF：豊橋市向山町字七面 「向山緑地公園」南
- CBCラジオ：豊橋市向山町字一本松 「向山緑地公園」北

## 放送エリア

### デジタルテレビ放送
- 豊橋市、豊川市、蒲郡市、新城市、田原市、岡崎市の各一部、約198,900世帯[12]

### デジタルテレビ放送（受信障害対策中継放送局）
- 豊橋市中心部の豊橋技術科学大学の陰による難視地区

### アナログテレビ・FMラジオ放送
- FM豊橋：豊橋市、豊川市、蒲郡市、新城市、田原市、静岡県湖西市、浜松市の各一部
- 上記以外：豊橋市、豊川市、蒲郡市、新城市、田原市、岡崎市の各一部

### AMラジオ放送
- 豊橋市、豊川市（旧：宝飯郡音羽町・一宮町地域を除く）、田原市東部、静岡県湖西市西部

### マルチメディア放送
- 愛知県東部と静岡県西部の各一部地域

## 歴史
下記に記載のない局の開局時期は不明。
- 1954年
  - 3月10日 - 【AM】NHK豊橋放送局（現：NHK豊橋支局）花田ラジオ放送所開所。周波数：1160kc[kHzと同義]・出力：100Wでラジオ第1放送（コールサイン：JOCS）開局、三河地域番組の放送開始。
  - 3月15日 - 【AM】中部日本放送（現：CBCラジオ）豊橋ラジオ放送所（コールサイン：JOAE・周波数：1560kc・出力：100W）開局、豊橋地域番組の放送開始。
- 1956年12月15日 - 【AM】NHK豊橋放送局、ラジオ第2放送（コールサイン：JOCV・周波数：1360kc・出力：100W）開局。
- 1964年
  - 4月1日 - 【AM】東海ラジオ放送豊橋放送局（コールサイン：JOSN・周波数：860kc・出力：100W）開局、豊橋地域番組の放送開始。
  - 4月14日 - 【アナログTV】在名VHF各テレビ局の中継局（NHK豊橋テレビジョン中継放送所（総合・教育）、中部日本放送豊橋テレビ放送所、東海テレビ放送豊橋放送局、名古屋放送（現：名古屋テレビ放送）豊橋テレビ放送局）開局。
- 1969年
  - 4月1日 - 【アナログTV】中京テレビ放送豊橋放送局開局（名古屋親局開局と同時）。
  - 10月25日 - 【FM】NHK豊橋FM中継放送所開局。
- 1978年11月23日 - 【AM】AMラジオ放送の周波数が、この日の日本時間9時をもって10kHz間隔から9kHz間隔に変更されたため、豊橋各中継局の周波数も現在の周波数に変更された。
- 1982年11月1日 - 【AM】NHK豊橋局のコールサインをラジオ第1は「JOCQ」に、ラジオ第2は「JOCZ」に、それぞれ変更。
- 1983年9月1日 - 【アナログTV】テレビ愛知豊橋テレビ中継放送局開局（名古屋親局開局と同時）。
- 1988年7月22日 - 【AM・FM・アナログTV】NHK豊橋放送局が名古屋放送局管下の支局に格下げされ、中継局管理の主体が名古屋放送局に移される。
- 1993年
  - 10月1日 - 【FM】エフエム名古屋（現：ZIP-FM）豊橋中継局開局（名古屋親局開局と同時）。
  - 11月27日 - 【FM】コミュニティ局のエフエム豊橋（コールサイン：JOZZ6AA-FM・周波数：84.3MHz・出力：1W）開局。
- 1995年 - 【FM】エフエム豊橋が出力を10Wに増強。
- 1999年 - 【FM】エフエム豊橋が出力を20Wに増強。
- 2000年
  - 9月1日 - 【FM】愛知国際放送豊橋中継局開局。
  - 年内 - 【AM】東海ラジオ放送豊橋放送局の豊橋地域番組終了。
- 2001年頃 - 【AM】中部日本放送豊橋放送局の豊橋地域番組終了。
- 2002年 - 【AM】NHK豊橋第1・第2のコールサイン廃止。
- 2005年【いずれもデジタルTV@本宮山】
  - 2月10日 - NHK名古屋放送局と在名民放5社に予備免許交付[13]。
  - 3月28日 - 上記6社局に本免許交付[14]。
  - 3月31日 - 本放送開始。
- 2010年
  - 9月30日 - 【FM】愛知国際放送閉局。
  - 11月18日 - 【デジタルTV】豊橋技術科学大学に受信障害対策中継局の本免許交付[15]。
- 2011年
  - 7月24日 - 【アナログTV】正午をもって放送終了、同日完全停波。
  - 12月 - 【MMH】ジャパン・モバイルキャスティングに豊橋中継局の予備免許交付。
- 2012年【いずれもMMH】
  - 3月30日 - ジャパン・モバイルキャスティングに豊橋中継局の本免許交付[16]。
  - 4月1日 - ジャパン・モバイルキャスティング豊橋中継局放送開始。
- 2013年4月1日 - 【AM】中部日本放送、AMラジオ局の免許を株式会社CBCラジオに承継。
- 2016年6月30日 - 【MMH】ジャパン・モバイルキャスティング、全局で放送終了、停波。
- 2024年【いずれもAM・FM】
  - 1月9日 - CBCラジオと東海ラジオ放送に豊橋FM補完中継局の予備免許交付[17][18]。
  - 3月22日 - CBCラジオと東海ラジオ放送に豊橋FM補完中継局の本免許交付[1][2]。
  - 3月25日 - 豊橋FM補完中継局が開局[1][2][3]。
  - 8月1日 - 東海ラジオ放送、豊橋放送局AM864kHzの電波をこの日から約2年の予定で停止[8][9]。

## その他

### 正式な中継局名
判明しているもののみ、記載する。
- NHK名古屋放送局：豊橋テレビジョン中継放送所・豊橋FM中継放送所
- CBCテレビ：豊橋テレビ放送所
- 東海テレビ・中京テレビ：豊橋放送局
- メ～テレ：豊橋テレビ放送局
- テレビ愛知：豊橋テレビ中継放送局
- FM愛知・ZIP-FM：豊橋中継局

### AMラジオに関する補足
- AMラジオは、送信所にアースを引くだけの広さが必要なため、本宮山ではなく豊橋市内に設置されている。
- NHK第1・CBCラジオ・東海ラジオの3局は、かつては名古屋親局とは別内容の番組を放送していた時間帯があった。理由については、当時、日本有数の人口集積地域だった豊橋からのローカル放送発信機能拡充の色合いが濃かったためである。
- 奥三河地域では、豊橋中継局や名古屋親局の受信に難があるため、聴取環境改善のため、NHK第二以外は、別途新城ラジオ中継局が設置された。
- 愛知県・静岡県境をつなぐ国道362号本坂トンネルではAMラジオの再送信を行っているが、NHK第1・第2・SBS静岡放送は浜松中継局の電波を、東海ラジオ放送は豊橋中継局の電波を、CBCラジオは名古屋親局の電波を再送信している。これは、各放送局について受信地点での電波状況を比較し、良好な放送波を再送信しているためである（SBS静岡放送を除く）。